# أوين مارشال
أوين مارشال (بالإنجليزية: Owen Marshall)‏ (17 أغسطس 1941)؛ مؤلِّف، كاتب قصص قصيرة وروائي نيوزيلندي.